# Junta de Governo de Transição da Bolívia
A Junta de Governo de Transição (em castelhano:  Junta de Gobierno de Transición) foi um triunvirato que governou a Bolívia por seis meses, entre 1920 e 1921. A junta foi presidida pelo político republicano Bautista Saavedra Mallea, sendo seus outros membros José María Escalier e José Manuel Ramírez, também republicanos.

## Antecedentes
A Junta surgiu após o golpe de 12 de julho de 1920, que depôs o presidente liberal José Gutiérrez Guerra. Ele foi exilado para o Chile, onde passou seus últimos dias. Morreu em Antofagasta em 1929.
O articulador do golpe foi Bautista Saavedra Mallea, professor universitário, sociólogo, jornalista e diplomata, que em 1915 fundou o Partido Republicano.

## Composição

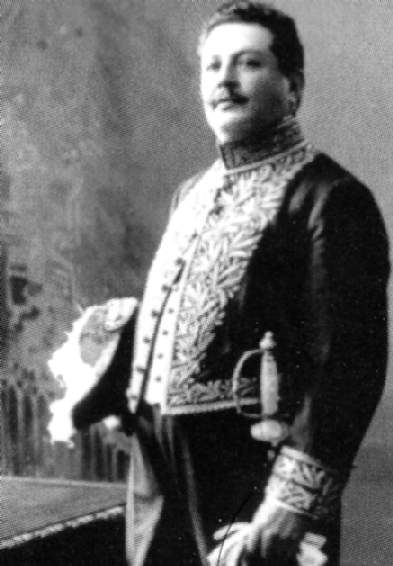
Bautista Saavedra Mallea, Chefe da Junta de Governo de Transição (1920-1921).

Após o golpe de Estado, foi instalada a Junta de Governo de Transição, da qual faziam parte Bautista Saavedra, José María Escalier e José Manuel Ramírez, todos do Partido Republicano. Daniel Salamanca, outra figura proeminente do Partido Republicano, foi excluído em circunstâncias pouco claras. Sem abandonar a Junta, Escalier organizou um Partido Republicano "genuíno" e aliou-se a Salamanca, passando efetivamente para a oposição. Essa divisão também assumiu o caráter de uma disputa regional, já que o sul do país apoiava Escalier, Cochabamba apoiava Salamanca e La Paz apoiava Saavedra.

## Gestão
A principal tarefa da Junta era a convocação de eleições para uma Convenção Nacional ou Assembleia Constituinte, cuja função seria reformar a Constituição Política. Mas o que cada um dos três líderes republicanos (Saavedra, Salamanca e Escalier) realmente buscava era chegar à presidência do país com o apoio dos votos dos convencionais ou deputados.
Durante sua breve gestão, o Conselho emitiu importantes medidas, como as seguintes:
- Supressão do casamento civil para os indígenas, que manteve assim o valor do vinculo canônico reconhecido pelo Estado.
- Criação de uma comissão para estudar as leis favoráveis aos trabalhadores.

Em agosto de 1920 houve o regresso do general Hans Kundt, que mais uma vez se encarregou da reorganização do exército boliviano. Esse personagem interviria ao longo da década na vida política boliviana.

## Dissolução e eleição de Saavedra como presidente
A Assembleia Constituinte iniciou suas sessões em 19 de dezembro de 1920. A maioria de seus membros eram partidários de Saavedra. Ele propôs que os deputados elegessem o Presidente da República, ao que se opuseram Escalier e Ramírez, que, em protesto, deixaram a Junta de Governo, em janeiro de 1921.
Em 26 de janeiro de 1921, foi realizada na Assembleia a eleição do Presidente da Bolívia. A oposição (36 deputados) retirou-se do hemiciclo, por considerar que a votação estava arranjada. Saavedra foi eleito com 47 votos a favor e um contra, este último de Daniel Salamanca. Dois dias depois, Luis Paz foi eleito vice-presidente, que renunciou antes de tomar posse.
Saavedra foi empossado como Presidente da República em 28 de janeiro de 1921.